# Leptomyrina henningi
Henning’s Black-eye (Leptomyrina henningi) là một loài bướm ngày thuộc họ Bướm xanh. Nó được tìm thấy ở south-west Africa, Botswana và Zimbabwe. In Nam Phi, it is found from the Orange Free State to Gauteng, the Limpopo Province và the North West Province.
Sải cánh dài 18.5–29 mm đối với con đực và 25–32 mm đối với con cái. Con trưởng thành bay quanh năm with peaks in tháng 11 và tháng 3.
Ấu trùng ăn Crassula alba và Cotyledon orbiculata.